# Salto in lungo da fermo
Il salto in lungo da fermo è stata una specialità dell'atletica leggera, inclusa nei Giochi olimpici da Parigi 1900 a Stoccolma 1912. Si eseguiva con lo stesso principio del salto in lungo, con la differenza che l'atleta doveva staccare da terra senza effettuare la rincorsa.

## Storia
Ray Ewry, detto "la rana umana", fu un tale specialista nei salti da fermo da risultare a tutt'oggi uno degli atleti più medagliati dell'intera storia dei Giochi olimpici.

## Medagliati ai Giochi olimpici
| Edizione         | Oro                      | Argento                  | Bronzo           |
| ---------------- | ------------------------ | ------------------------ | ---------------- |
| Parigi 1900      | Ray Ewry                 | Irving Baxter            | Émile Torchebœuf |
| Saint Louis 1904 | Ray Ewry                 | Charles King             | John Biller      |
| Londra 1908      | Ray Ewry                 | Kōnstantinos Tsiklītīras | Martin Sheridan  |
| Stoccolma 1912   | Kōnstantinos Tsiklītīras | Platt Adams              | Ben Adams        |

## Medagliati ai Giochi olimpici intermedi
| Edizione   | Oro      | Argento         | Bronzo           |
| ---------- | -------- | --------------- | ---------------- |
| Atene 1906 | Ray Ewry | Martin Sheridan | Lawson Robertson |